# ويلبر وايلد
ويلبر وايلد (بالإنجليزية: Wilbur Wilde)‏ هو عازف ساكسفون أسترالي، ولد في 5 أكتوبر 1955 في ملبورن في أستراليا.

## وصلات خارجية
- ويلبر وايلد على موقع IMDb (الإنجليزية)
- ويلبر وايلد على موقع ميوزك برينز (الإنجليزية)
- ويلبر وايلد على موقع قاعدة بيانات الفيلم (الإنجليزية)